# Península Tijuana
Península es un desarrollo de uso mixto en Tijuana inaugurado el 20 de septiembre de 2022, que está ubicado sobre la Vía Rápida Oriente, el principal corredor este-oeste de la ciudad, en la Colonia Chapultepec Alamar de la delegación La Mesa. El área del lote es de 6,3 hectáreas (678 126,6 ft²), con una superficie bruta alquilable de 275 000 metros cuadrados (2 960 076,6 ft²) . Hay 3400 plazas de aparcamiento.
El componente comercial tiene una superficie bruta alquilable de 80 000 m2, con el 30 % del espacio dedicado a alimentos, bebidas y entretenimiento. Las anclas incluyen un 21 000 m2 Los grandes almacenes Liverpool, los grandes almacenes Suburbia, un multicine Cinemex, un supermercado Calimax y un gimnasio Fitsi, mientras también están presentes filiales de Innovasport, Zara, C&A y H&M. La zona de restauración incluye un food court y 4000 m2. de espacio de patio. 
Hay 2 torres residenciales con un total de 255 apartamentos.
Se planean construir un hotel de 5 estrellas con alrededor de 200 habitaciones, un hospital, un gimnasio, un centro acuático, instalaciones de coworking y una zona wellness (bienestar) de 10.000 metros cuadrados. 